# Ą
Ą (малко: ą, полски: а z ogonkiem, „а с опашка“; литовски: a nosinė, „назално а“) е буква в полската, кашубската, литовската, реката, навахо, западната апача, чирикахуа, осаж, хочанка, мескалеро, гуичин, тутхоне и елфдалийската азбука. Образува се от буквaта A и символа огонек и обикновено, с изключение на съвременните литовски и полски, означава назален звук.

### В Полския
В полската и кашубската азбука, Ą е точно след А в азбуката, но никога не се появява в началото на думата. Първоначално Ą е било назално А, но в днешно време неговото произношение се е изместило към назален звук О. Буквата няма просто едно определено произношение, но най-често се произнася като /ɔ̃ /, или просто /ɔ /, последвано от назална съгласна с място на артикулация, което се появява в полския език. Следователно, Ą понякога ще се произнася като /ɔn /, /ɔm /, /ɔŋ /, /ɔɳ /, /ɔɲ /.
За разлика от френския, но по-скоро като португалскoто ão, носните гласни на полски са асинхронни: те се произнасят като устна гласна + назална полугласна [ɔw̃] или назална гласна + назална полугласна. За по-голяма простота понякога се представя като /ɔ̃ /:
- obowiązek („мито“, „задължение“), [ɔbɔˈvʲɔw̃zɛk]
- robią („правят“), [ˈrɔbʲɔw̃]
- wciąż („все още“), [ˈft͡ɕɔw̃ʂ]

Преди всички спирания и африканти, той се произнася като устна гласна + назална съгласна, като / ɔn / се появява пред повечето съгласни и / ɔm / преди p или b:
- kąpać („да се къпе“),[ˈkɔmpat͡ɕ]
- pająk („паяк“), [ˈpajɔŋk]
- bądź („бъди“), , [ˈBɔɲt͡ɕ]
- oglądając („гледайки“), [ɔɡlɔnˈdajɔnt͡s]

Загубата на цялото назално качество е рядка при Ą, настъпваща само преди ł и l, следователно, zajął [ˈzajɔw]. В диалектите на някои региони, Ą в крайна позиция също се произнася като /ɔm /; по този начин, robią понякога се произнася като [ˈrɔbʲɔm].

### В Старобългарския и Новобългарския
В старобългарския назалното Ą се е белязало с големия юс (Ѫѫ). Буквата се е използвала до правописната реформа през 1945, но дотогава носовото А отпада от източните диалекти, а след реформата западните са зачитани за погрешни и евентуално звукът отпада и от западните диалекти, заменен от Ъ.

### В Литовския
В съвременния литовски език той вече не е назален и сега се произнася като дълъг a. Това е втората буква от литовската азбука, наречена а nosinė (назално a).
Буквата най често се намира в края на съществителното, за да се изгради завършек на винителен падеж, както в asla [aːslaː], винителен знак на asla (земя, етаж); и А и Ą в aslą се произнасят [aː] (дълго А). По този начин, Ą се използва за разграничаване между транскрипцията на винителен и номинативния падеж на съществителното asla.
Използва се и при преобразуване на глаголи в сегашно време в причастия, например (matąs (някой, който вижда (matyti) в момента).
Назалните ан / ам форми сега се произнасят [aː], както в sąrašas (списък) и san-grąža (оборот, връщане).
В някои случаи, ą, ę и į (но никога ė) могат да бъдат използвани в различни форми взаимозаменяемо, както в tejsa (разширение) – tejsia (разширява) – tįsoti (да лежи разширено). И накрая, някои глаголи го имат в средата на думата, но само в сегашно време, например (bąla (става бяла), но не и pabalo (стана бяла).
Буквата може да се намери и в началото на няколко думи, например ąsotis [aːsoːtis] (кана).